# گاربوو (استان اوپوله)
گاربوو (به لهستانی: Garbów) یک منطقهٔ مسکونی در لهستان است که در گمینا لوبشا واقع شده‌است. گاربوو ۱۳۶ متر بالاتر از سطح دریا واقع شده‌است.